# بيانيلا
بيانيلا (بالإيطالية: Pianella)‏ هي بلدية في مقاطعة بسكارا في إقليم أبروتسو الإيطالي.

## السكان
في سنة 1861 بلغ عدد السكان 5٬852 نسمة، وتطور العدد ليصل في سنة 2011 لـ 8٬437 نسمة.
يظهر هذا المخطط البياني تطور النمو السكاني لـ بيانيلا